# Маквэй, Чарльз Батлер
Чарльз Маквэй (англ. Charles B. McVay III; 30 июля 1898, Эфрата, Пенсильвания — 6 ноября 1968, Литчфилд) — американский морской офицер, командир крейсера «Индианаполис».

## Биография
Служил командиром крейсера «Индианаполис», крушение которого в 1945 году стало событием с самой массовой гибелью личного состава ВМС США за всю их историю.
Он был единственным из всех капитанов в истории ВМС США, кто был подвергнут военному суду за потерю корабля во время боевых действий, несмотря на то, что был задействован в сверхсекретной военной операции и практически не имел шансов на спасение. Все просьбы о помощи моряков «Индианаполиса» были проигнорированы.
Маквэй был признан виновным в том, что не выполнял противолодочный зигзаг, суд фактически лишил его права на продолжение службы. Однако в 1946 году министр флота Джеймс Форрестол восстановил его на службе. Маквэй ушёл в отставку в 1949 году в звании контр-адмирала.
Покончил с собой в 1968 году.

## Память
Посмертно реабилитирован решением Конгресса и президентом США Биллом Клинтоном 30 октября 2000 года.

## В культуре
Образ Маквэя воссоздан в художественных фильмах, посвящённых катастрофе «Индианаполиса»:
- «Миссия акулы» (1991), режиссёр Роберт Айскоув, в роли капитана Маквэя — Стейси Кич[5].
- «Крейсер» (2016), режиссёр Марио Ван Пиблз, в роли капитана — Николас Кейдж[6].